# Bertelsmann Music Group
A Bertelsmann Music Group (rövidítve BMG) a német Bertelsmann csoport egyik leányvállalata volt. A BMG 1987-ben jött létre miután a Bertelsmann csoport felvásárolta az amerikai RCA Records és Arista Records lemezkiadókat és egyesítette őket saját Ariola Records nevű lemezkiadó cégével, amely nemzetközi szinten már 1985-től együttműködött az RCA-val. A BMG ezzel a világ öt legnagyobb multinacionális lemezkiadójának egyikévé vált.
2004-ben a Sony Music és a BMG közös vállalatot hozott létre Sony BMG néven. 2008-ban a Bertelsmann csoport eladta 50%-os részesedését a vállalatból a Sonynak, ezután a BMG teljesen beleolvadt a Sony Musicba.
A BMG magyar leányvállalata 1993-ban jött létre BMG Ariola Hungary néven, majd 2002-től BMG Hungary néven működött tovább egészen a Sonyval való 2004-es egyesülésig. Olyan neves magyar előadók lemezeit jelentették meg, mint Ákos, Cserháti Zsuzsa, Dés László, Hevesi Tamás, Presser Gábor, Somló Tamás, St. Martin, az LGT, az Emberek együttes vagy a Roy & Ádám.